# Суперкнига
«Суперкнига» (англ. Superbook) — християнський анімаційний серіал виробництва компанії Tatsunoko Productions (Японія) на замовлення Християнської мовної мережі (CBN) із США.
У серіалі відтворено біблійні події у хронологічному порядку. Трансляція перших 26-ти епізодів розпочалася 1 жовтня 1981 року і закінчилась 29 березня 1982. Через рік з'явився другий сезон мільтфільму — чергових 26 серій. Ефір тривав з 4 квітня 1983 по 26 вересня 1983 року. Між сезонами творці «Суперкниги» запропонували глядачам мультсеріал «Літаючий будинок» (52 серій).
Спочатку «Суперкнигу» побачили японці. Канали TV Tokyo, Fuji Television та кілька регіональних компаній показали перші епізоди мультфільму в прайм-тайм. Протягом одного із вечорів встановлено рекорд — перед екранами зібралось 8 мільйонів осіб.
CBN Cable Network (зараз це ABC Family) першим поставив «Суперкнигу» в ефір. Пізніше права на показ передали іншим телевізійним мовникам, що значно розширило глядацьку аудиторію.
В СНД «Суперкнигу» побачили в 1991 році. За період трансляції на адресу Асоціації «Еммануїл», офіційного представника CBN, надійшло понад 6 мільйонів листів з вдячними відгуками від дітей та їхніх батьків.
Серіал «Суперкнига» переведено 43-ма мовами. За 30 років його побачили понад 500 мільйонів глядачів з понад 106-ти країн.

## Сюжет
Події першої серії розгортаються у будинку Крістофера Піпера. Під час прибирання горища Кріс і його подружка Джой натрапили на загадкову книгу, що випромінювала сяйво. Діти не змогли її вікрити самотужки, але згодом вона відкрилася сама, заповнюючи яскравим світлом всю кімнату. Книга перенесла Кріса, Джой та їхнього іграшкового робота Робіка в минуле, в Едемський сад.
Загадкова Книга — це Біблія, або «Суперкнига». Вона говорить і вміє переносити дітей в часі. В минулому Робік стає живим. Він ходить, розмовляє, думає, допомагає Крісові та Джой, а після повернення в теперішній час знову претворюється на звичайну іграшку.
До першого сезону «Суперкниги» ввійшли історії зі Старого Заповіту. Також є кілька епізодів про життя Ісуса Христа, а остання серія — про Апостола Павла.
Другий сезон (Pasokon Travel Tanteidan) розпочинається тим, що Біблія випадково падає на клавіатуру комп'ютера. Це викликало збій системи і тепер за подіями в минулому можна спостерігати через монітор. Доллі, собачка Кріса, губиться в минулому. Робік та Урія, двоюрідний брат Кріса, йдуть на її пошуки. Кріс і Джой залишилися вдома, щоб стежити та контролювати їхні дії за допомогою комп'ютера. Про пригоду дізнаються батьки.
У нових серіях Робік стає повноцінним роботом не тільки після перенесення у минуле, а і в теперішньому часі. Після незначних технічних вдосконалень Робік завжди на зв'язку з дітьми, а також без сторонньої допомоги подорожує в часі. Більшість епізодів другого сезону присвячені новозавітнім подіям, однак є кілька історії зі Старого Заповіту — про Авраама, Йосипа та царя Давида. У другому сезоні «Суперкниги» між героями сьогодення та біблійними персонажами мінімальний взаємозв'язок. Кожен епізод — це пряма екранізація біблійних подій, які відбуваються у той час, коли Урія та Робік шукають Доллі.
На відміну від «Суперкниги» «Літаючий будинок» переповідає не лише історії Старого Заповіту, а глибше знайомить з життям Ісуса Христа.

## Головні герої мультфільму
- Крістофер Піпер (Кріс) — головний герой з перших серій, син професора Фреда Піпера. Кріс — ледачий хлопчик. Він не любить школу, часто потрапляє в неприємності, постійно шукає причин аби не допомагати вдома і не готувати домашніх завдань. Через це хлопчик часто сперечається з батьком. З кожною новою подорожжю в біблійні часи Кріс стає кращим.
- Джой — найкраща подруга Кріса, живе неподалік. Вона мила дівчинка з трохи запальним характером. З перших серій стає зрозміло, що вона закохана у Кріса. Джой показує ревнощі щоразу, коли той із захопленням задивляється на вродливих жінок (таких як Єва або Ребека). Джой дуже сумлінна.
- Урія Піпер (Урі) — двоюрідний брат Кріса, син Кенета Піпера. Він з'являється тільки в другому сезоні «Суперкниги».
- Професор Фред Піпер — батько Кріса, дивакуватий професор.
- Робік (в анг. версії Гізмо) — робот. У першому сезоні Робік — це іграшка-робот, яку постійно доводиться заводити, оживає тільки під час подорожей у минуле. За задумом авторів Робік — комічний персонаж, це дуже помітно під час екстремальних ситуацій. У другому сезоні Робік відрізняється від своєї іграшкової версії. Після вдосконалення він тепер активний не тільки в минулому, а й в теперішньому часі.
- Доллі — йоркширський тер'єр Кріса. У другому сезоні Доллі випадково потрапляє в біблійні часи у вже комп'ютеризовану Суперкнигу. Урія та Робік намагалися знайти її доти, поки батьки Кріса не зрозуміли, що сталося.

## Суперкнига 3D
Зараз CBN разом з китайською студією Daysview Digital Image працює над створенням нового серіалу «Суперкнига» з елементами 3d-графіки. Повністю готові 13 серій: «На початку…», «Випробування», «Шлях до прощення», «Відпусти Мій народ», «Десять заповідей», «Двобій з велетнем», «У лігві левів», «Перше Різдво», «Чудеса Ісуса», «Тайна вечеря», «Христос Воскрес!», «Шлях у Дамаск» та «Альфа і Омега».

## Перелік епізодів

### Сезон 1 (Суперкнига I)— (1981)
ПРИМІТКА: нижче подано оригінальні назви епізодів, у дужках — опис серії.
1. «Як все почалося» (Історія Адама та Єви)
2. «Каїн та Авель» (Історія Каїна та Авеля)
3. «Великий потоп» (Історія Ноєвого ковчега)
4. «Випробування. Авраам та Ісак» (Історія відмінного батька)
5. «Наречена Ісака» (Історія іноземної нареченої, Ісак та Ребека)
6. «Продане перворідство» (Історія братів-близнюків, Якова та Ісава)
7. «Йосиф» (Історія про магічну палицю)
8. «Чудо-жезл» (Історія Мойсея та вихід з Єгипту)
9. «Єрихон» (Історія єрихонської труби; Ісус Навин та падіння Єрихону)
10. «Гедеон» (Історія 300 горщиків)
11. «Самсон» (Історія богатирської сили, Самсон і Даліла)
12. «Різдво» (Історія про ясла) «Чудеса любові» (Історія чудес Ісуса)
13. «Чудеса любові» (Історія життя Ісуса Христа, Його чудеса на землі)
14. «Найкращі новини» (Історія про порожню гробницю, смерть та воскресіння Ісуса Христа)
15. «Любов до матері» (Історія віруючої дитини, Рут та Ноема)
16. «Йова» (Історія диявольської спокуси)
17. «Йона та кит» (Історія людини, яку проковтнув кит)
18. «Перший цар» (Історія про Самуїла та Саула)
19. «Давид та Голіаф» (Історія про Давида)
20. «Мудрий Соломон» (Історія царя Соломона)
21. «Істинний пророк» (Історія пророка Іллі)
22. «Вогненна колісниця» (Історія Єлисея)
23. «Львиний рик» (Історія про Даниїла)
24. «Стіни Єрусалиму» (Історія про Єрусалим)
25. «Прекрасна цариця» (Історія прекрасної цариці Естер)
26. «Павло» (Історія про Павла з Тарсу та проповіді Євангелія)

### Сезон 2 (Суперкнига II)— (1983)
ПРИМІТКА: нижче представлені оригінальні назви епізодів, у дужках — опис серії.
1. «Де ж, о де ж?»
2. «Сосиски в тісті»
3. «Випробування вірності»
4. «Кохання з першого погляду» (4 серії про Авраама та Ісака, падіння Содому та Гоморри)
5. «Татів улюбленчик»
6. «Все про сни»
7. «Заручник»
8. «Возз'єднання сім'ї» (4 історії про Йосипа)
9. «Дар небесний»
10. «Палаючий кущ»
11. «Досить лих!»
12. «Повернутись до Єгипту?» (4 серії про Мойсея та вихід ізраїльтян з Єгипту).
13. «Все про отруйних змій» (Історія Ісуса Навина)
14. «Та, за яку варто здолати…» (Історія Гофоніїла)
15. «Міцна ліва рука» (Історія Аода та царя Еглона)
16. «Загрузли в багнюці» (Девора та Ворака)
17. «Обіцянка» (Історія про клятву Ієфая)
18. «Заслужений подарунок» (Історія Ілії та Самуїла)
19. «Чудовий подарунок»(Історія як Саул помазав царя Ізраїльського)
20. «Могутній пастушок»
21. «З висоти падати болючіше»
22. «Вірний і щирий друг»
23. «Цар Давид» (4 серії про Давида, в тому числі про його бій з Голіафом і дружбу з Йонатаном)
24. «У зеніті слави»(Історія царя Соломона)
25. «Зла цариця» (Історія Гофолії та Іоаса)
26. «Питання часу» (Історія царя Єзекії та пророка Ісаї)

### Суперкнига 3D (2011—2013)

#### Перший сезон
ПРИМІТКА: нижче представлені оригінальні назви епізодів, у дужках — опис серії.
1. «На початку…»(Створення світу)
2. «Випробування» (Історія Ісака та Авраама)
3. «Шлях до прощення» (Історія Якова та Ісава)
4. «Відпусти Мій народ» (Історія виходу ізраїльського народу з Єгипту)
5. «Десять заповідей» (Історія Мойсея та ізраїльського народу)
6. «Двобій з велетнем» (Історія Давида та Голіафа)
7. «У лігві левів» (Історія Даниїла)
8. «Перше Різдво» (Історія народження Ісуса Христа)
9. «Чудеса Ісуса» (Життя Ісуса Христа)
10. «Тайна вечеря»
11. «Христос Воскрес!» (Воскресіння Ісуса Христа)
12. «Шлях у Дамаск» (Історія Павла)
13. « Альфа і Омега» (Історія з книги Об'явлення)

#### Другий сезон
ПРИМІТКА: зазначено тільки опис епізоду.
1. Корабельна аварія Павла
2. Сни Йосипа
3. Іван Хреститель
4. Йона
5. Естер
6. Йов
7. Ноїв ковчег
8. Давид і Саул
9. Приповісті
10. Гедеон
11. Шадрах, Мешах та Авед-Неґо
12. Петро
13. Єрихон